# Bodegas subterráneas de Aranda de Duero
Las bodegas subterráneas de Aranda de Duero constituyen una red con más de 7 km de túneles, galerías, naves y capillas excavados entre los siglos XII y XVIII, que se encuentran en el casco histórico de Aranda de Duero en la provincia de Burgos, España.
En la actualidad existen unas 135 bodegas, hallándose ubicadas en un área de 800x400 metros, sin llegar a ocuparlo en su totalidad. Estos túneles cuentan con una profundidad media que oscila entre 10 y 12 metros e inicialmente fueron destinados a la elaboración y conservación de los vinos elaborados desde la Edad Media. Durante todo el año mantienen un nivel de humedad constante, una temperatura comprendida entre 10 °C y 13 °C y entorno que proporciona tranquilidad y oscuridad tan necesarios para la conservación del vino.
El tipo de bodega que más se reproduce en el casco urbano de Aranda de Duero es el denominado Bodega Urbana Colectiva. Este tipo de bodegas tiene multitud de accesos, localizados en el interior de los inmuebles. Las naves que forman las bodegas forman una planimetría anárquica. Lo cierto es que se construyeron teniendo en cuenta el tipo de materiales que conforman el subsuelo, la resistencia, la permeabilidad y la elasticidad del mismo. Tratando de hacer unas bodegas lo más estables posibles en cuanto a: temperatura, humedad, ruidos y temblores producidos por el tráfico rodado.
Uno de los elementos más importantes de las bodegas es la Zarcera. Este elemento es una perforación desde la superficie hasta el techo de la bodega que hace las funciones de conducto de ventilación. Sus funciones más importantes son las de mantener una renovación de aire continua y proporcionar una temperatura  y humedad constantes en el interior de las naves, para lo cual se combina junto con los Sumideros, excavados en arena. La forma de estos conductos de ventilación suele ser redonda, aunque hay de diversos tipos. El nombre de zarcera también lo recibe la construcción que se realiza (en ocasiones en las bodegas urbanas y normalmente en las extra urbanas) para proteger la salida o entrada de aire al interior de las bodegas. 
Aunque anualmente se realizan reparaciones puntuales, durante los últimos años se ha planteado la posibilidad de una recuperación total de las bodegas en varias ocasiones. En 2005 se intentó una colaboración con Hungría que facilitaría el acceso a fondos de la UE para las bodegas. Y en 2009 reuniones con el director de Turespaña para un plan de dinamización turística.
En la visita que realizó Mariano Rajoy en 2009 a las bodegas, se mostró tan impresionado por los más de 7 km de bodegas subterráneas que afirmó:

“...es algo verdaderamente notable y que es obligado que conozca toda España.”

Con el tiempo, se solicitó que el conjunto etnológico de las bodegas subterráneas de Aranda fueran consideradas como Bien de Interés Cultural (BIC) por la dirección de Patrimonio de la Junta de Castilla y León. Finalmente fueron declaradas Bien de Interés Cultural el 23 de julio de 2015